# Casuarina grandis
Casuarina grandis är en tvåhjärtbladig växtart som beskrevs av Lawrence Alexander Sidney Johnson. Casuarina grandis ingår i släktet Casuarina och familjen Casuarinaceae. Inga underarter finns listade i Catalogue of Life.